# Alnavar
Alnavar é uma panchayat (vila) no distrito de Dharwad, no estado indiano de Karnataka.

## Geografia
Alnavar está localizada a 15° 26′ N, 74° 44′ L. Tem uma altitude média de 563 metros (1847 pés).

## Demografia
Segundo o censo de 2001, Alnavar tinha uma população de 16 286 habitantes. Os indivíduos do sexo masculino constituem 51% da população e os do sexo feminino 49%. Alnavar tem uma taxa de literacia de 67%, superior à média nacional de 59,5%; com 56% para o sexo masculino e 44% para o sexo feminino. 13% da população está abaixo dos 6 anos de idade.